# Amerikaanse presidentsverkiezingen 1936
De Amerikaanse presidentsverkiezingen van 1936 werden gehouden op 3 november 1936. Franklin D. Roosevelt werd herkozen.

## Presidentskandidaten

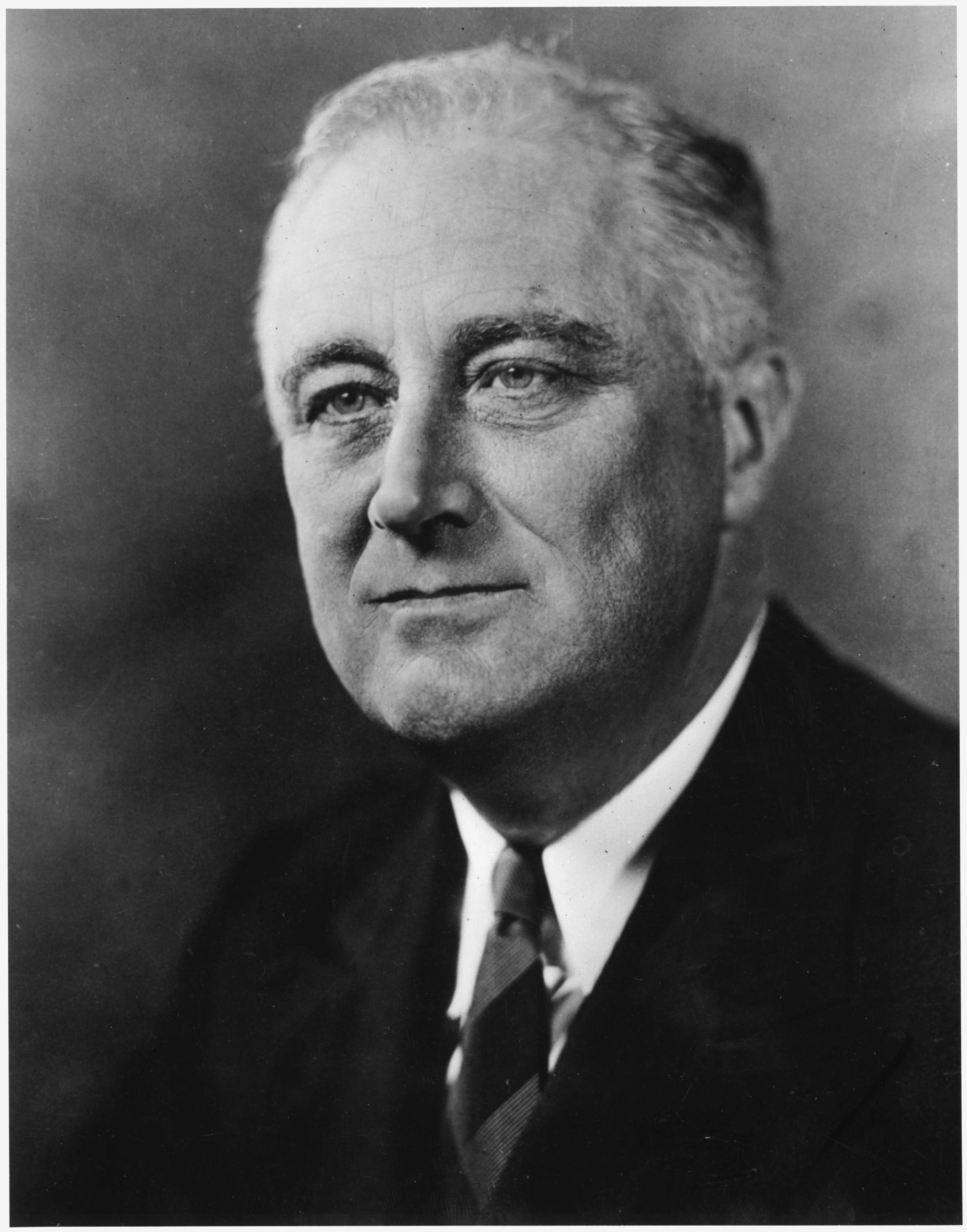
President Franklin Delano Roosevelt uit New York Democratische Partij
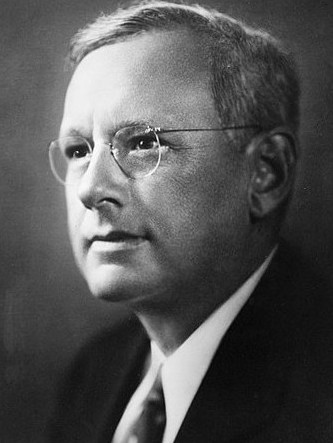
Gouverneur Alf Landon uit Kansas Republikeinse Partij

- President 
 Franklin 
 Delano Roosevelt 
 uit New York 
 Democratische Partij
- Gouverneur 
 Alf Landon 
 uit Kansas 
 Republikeinse Partij

### Vicepresidentskandidaten

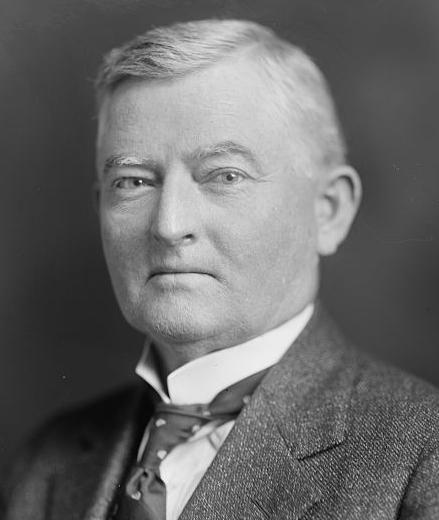
Vicepresident John Nance Garner uit Texas Democratische Partij
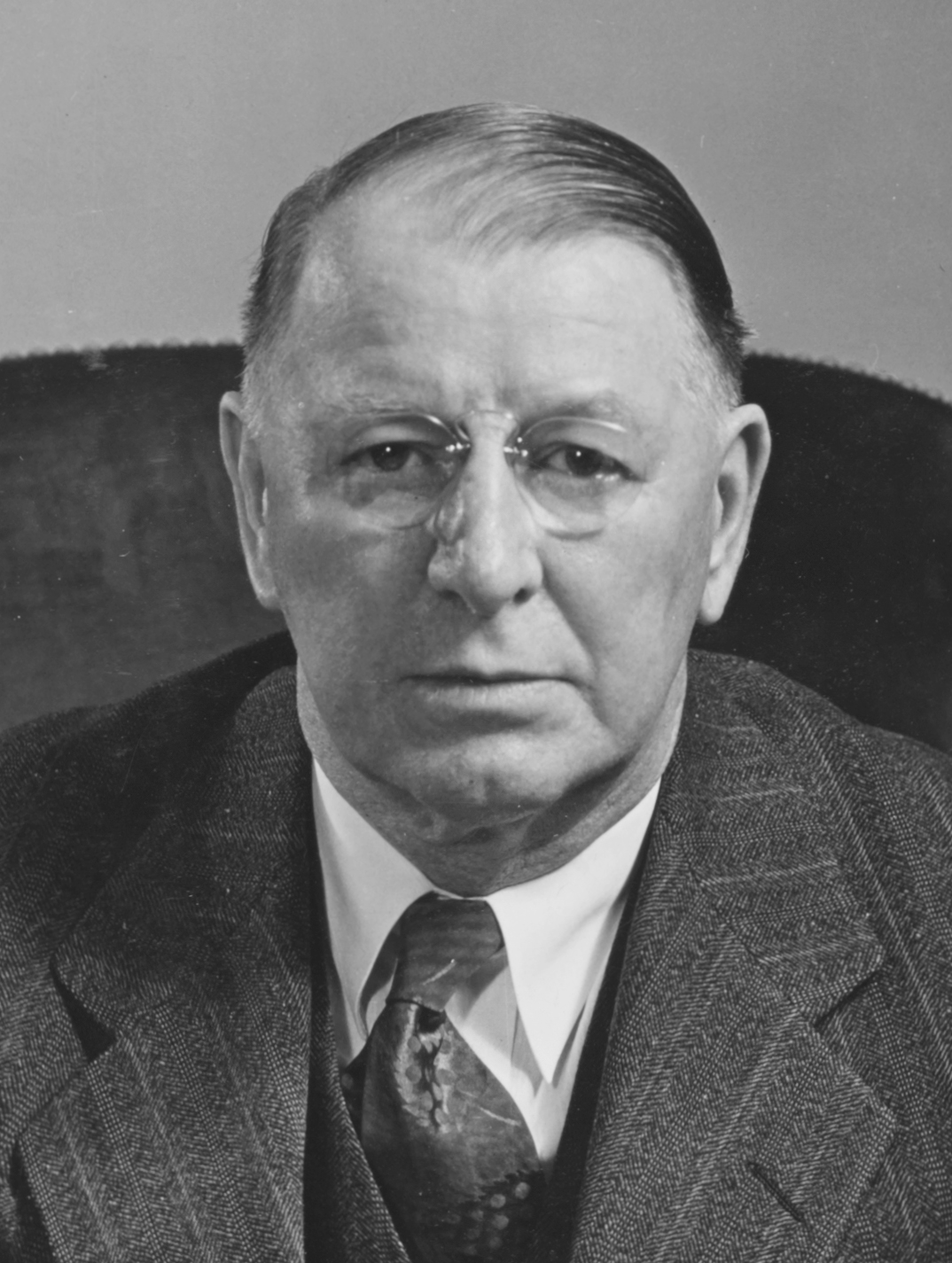
Uitgever Frank Knox uit Illinois Republikeinse Partij

## Uitslag
| Naam            | Franklin Delano Roosevelt | Alf Landon           |
| Partij          | Democratische Partij      | Republikeinse Partij |
| Thuisstaat      | New York                  | Kansas               |
| Running mate    | John Nance Garner         | Frank Knox           |
| Kiesmannen      | 523                       | 8                    |
| Gewonnen staten | 46                        | 2                    |
| Aantal stemmen  | 27,747,636                | 16,679,543           |
| Percentage      | 60.8%                     | 36.5%                |